# Georges de Habsbourg-Lorraine
Titre
Ambassadeur de Hongrie en France
Depuis le 4 mars 2021
(4 ans, 3 mois et 15 jours)
Georges de Habsbourg-Lorraine (Georg von Habsburg-Lothringen en allemand, Habsburg György en hongrois), né le 16 décembre 1964 à Starnberg en Haute-Bavière, est un membre de la famille impériale d'Autriche et diplomate hongrois.

## Biographie
Il est le fils cadet du défunt prétendant au trône d'Autriche, Otto de Habsbourg-Lorraine et le frère de l'actuel, Charles de Habsbourg-Lorraine. Il est appelé Georg Habsburg-Lothringen en Autriche et Habsburg György en Hongrie, l'usage des titres des Habsbourg n'étant pas reconnu dans ces deux pays.
Il est né trois ans après la déclaration de renonciation de son père à tous ses droits dynastiques et prétentions impériales, (le 31 mai 1961). Son parrain est le pape Paul VI. 
Comme son père, il parle l'allemand, le hongrois, le français, l'espagnol, l'anglais et l'italien.
Il fait des études de droit, d'histoire et de sciences politiques, en Autriche, en Allemagne et en Espagne. Il travaille ensuite dans des entreprises de télévision et de communication. Il s'installe en Hongrie en 1992 où, en plus de sa nationalité autrichienne, il obtient la citoyenneté hongroise. 
Le 16 décembre 1996, il est nommé ambassadeur itinérant et plénipotentiaire par le gouvernement de Hongrie. Il a joué un rôle spécifique durant les négociations d'adhésion à l'Union européenne[réf. souhaitée].
Georges de Habsbourg-Lorraine accepte en janvier 2005 la présidence de la Croix-Rouge hongroise.
En décembre 2020, il est nommé ambassadeur de Hongrie en France en remplacement du comte György Károlyi. Il remet ses lettres de créance le 12 avril 2021.
En mai 2025, il est nommé ambassadeur en Espagne,.

## Mariage et descendance
Le 18 octobre 1997, il épouse au cours d’une cérémonie célébrée dans la basilique Saint-Étienne de Budapest, la duchesse Eilika von Oldenburg (de confession protestante, née le 22 août 1972 à Bad Segeberg), fille du duc Johann Friedrich d'Oldenbourg et de la comtesse Ilka zu Ortenburg.
De leur union sont nés trois enfants : 
- Zsófia Mária Tatjána Mónika Erzsébet Katalin (Budapest, 12 janvier 2001) ;
- Ildikó Mária Walburga (Budapest, 6 juin 2002) ;
- Károly-Konstantin Mihály István Mária (Budapest, 20 juillet 2004).

## Titulature
Les titres portés actuellement par les membres de la maison de Habsbourg-Lorraine n’ont pas d’existence juridique en Autriche et sont considérés comme des titres de courtoisie. Ils sont attribués par le « chef de maison ».
- depuis le 16 décembre 1964 : Son Altesse Impériale et Royale l'archiduc Georges de Habsbourg-Lorraine, archiduc d'Autriche, prince royal de Hongrie, de Bohême et de Croatie.